# (7565) Zipfel
(7565) Zipfel – planetoida z grupy pasa głównego asteroid okrążająca Słońce w ciągu 5 lat i 124 dni w średniej odległości 3,06 j.a. Została odkryta 14 września 1988 roku w obserwatorium Cerro Tololo przez Schelte Busa. Nazwa planetoidy pochodzi od Jutty Zipfel (ur. 1964), kurator meteorytów na Forschungsinstitut Senckenberg we Frankfurcie, zajmującej się petrologią i geochemią meteorytów. Przed nadaniem nazwy planetoida nosiła oznaczenie tymczasowe (7565) 1988 RD11.